# Bitwa o Mozyrz
Bitwa o Mozyrz (nazywana także bitwą pod Murażnowicami) – zbrojne starcie o miejscowość Mozyrz między wojskami litewskimi a kozackimi stoczone 8–9 lutego 1649 podczas powstania Chmielnickiego.
Gdy w drugiej połowie 1648 powstanie kozackie dotarło na ziemie białoruskie, zmusiło to armię Wielkiego Księstwa Litewskiego do działania i na początku 1649 przeciwko Kozakom ruszyła 11-tysięczna armia litewska dowodzona przez hetmana polnego litewskiego Janusza Radziwiłła. W lutym Radziwiłł zostawił tabory w Turowie i z samą tylko jazdą ruszył na Mozyrz. Całość sił litewskich poprzedzała straż przednia dowodzona przez Adama Pawłowicza, w skład której między innymi wchodziły trzy chorągwie tatarskie (dowodzone przez Dawida Kińskiego, Dzienaja Romanowskiego i Dowgiałłę). Nocą 8 lutego biwakujące wojska Pawłowicza zaatakowała niespodziewanie grupa kilkuset Kozaków. Rankiem 9 lutego broniącym się żołnierzom straży przedniej przybyły z pomocą siły główne, co sprawiło, że Kozacy wycofali się do twierdzy Mozyrz. Próba opanowania fortecy z marszu nie udała się, więc hetman spieszył całą jazdę (w tym rajtarię pod wodzą Ganchofa) i rzucił ją do ataku na wały ziemne. Po ciężkim boju twierdza została zdobyta. Zwycięska armia litewska przystąpiła do palenia miasta, przy czym poważnych strat doznali jego mieszkańcy gdyż, według uczestnika wydarzeń Bogusława Maskiewicza, szczególnym okrucieństwem wobec ludności cywilnej zdobytego miasta odznaczyła się niemiecka rajtaria. Po zakończeniu walk pojmanych jeńców kozackich ścinano i wbijano na pal (między innymi pułkownika Micheńkę).